# Maja Zürcher
Maja Zürcher (* 25. Februar 1945 in Zürich; † 30. März 1997 auf der Forch, heimatberechtigt in Lauperswil und Zürich) war eine Schweizer Holzschneiderin und Malerin. Ihr Werk umfasst Holzschnitte, Radierungen, Malerei, Pastelle, Zeichnungen, Illustrationen, Lithografien und Mosaike.

## Leben und Werk
Maja Zürcher besuchte von 1961 bis 1965 die Kunstgewerbeschule Zürich. 1967/1968 hielt sie sich an der École des Beaux-Arts und im Atelier de Lithographie in Paris auf. 1968/1969 studierte sie in London am City Literary Institute. Ab 1970 lebte und arbeitete sie in Paris. Maja Zürcher machte sich u. a. einen Namen aufgrund zahlreicher vor ihr gestalteten Jazz Schallplatten-Covers, etwa für die Jazz-Musiker Max Roach/Archie Shepp, John Tchicai und Barre Phillips. 
Zürcher erhielt 1967 den Studien- und Werkbeitrag an bildende Künstler des Kantons Zürich, 1970 ein Eidgenössisches Kunststipendium und 1991 den Preis der Stiftung für die Graphische Kunst in der Schweiz.
Maja Zürcher unternahm Studienreisen nach Italien, Jugoslawien, Deutschland, Holland, Schottland, Kreta, Tunesien, Tschad und nach Kamerun. 1979 arbeitete sie zusammen mit einheimischen Stickern in einer Teppichkooperative in Mosambik. Zudem erteilte sie Unterricht in der Holzschneidetechnik. Ihre Bilder waren dem Befreiungskampf für das afrikanische Volk gewidmet.
Maja Zürcher war Mitglied der internationalen Vereinigung der Holzschneider XYLON, der GSMBA und der Produzentengalerie in Zürich. Sie stellte ihre Werke im In- und Ausland aus.